# Świadkowie Jehowy w Mozambiku

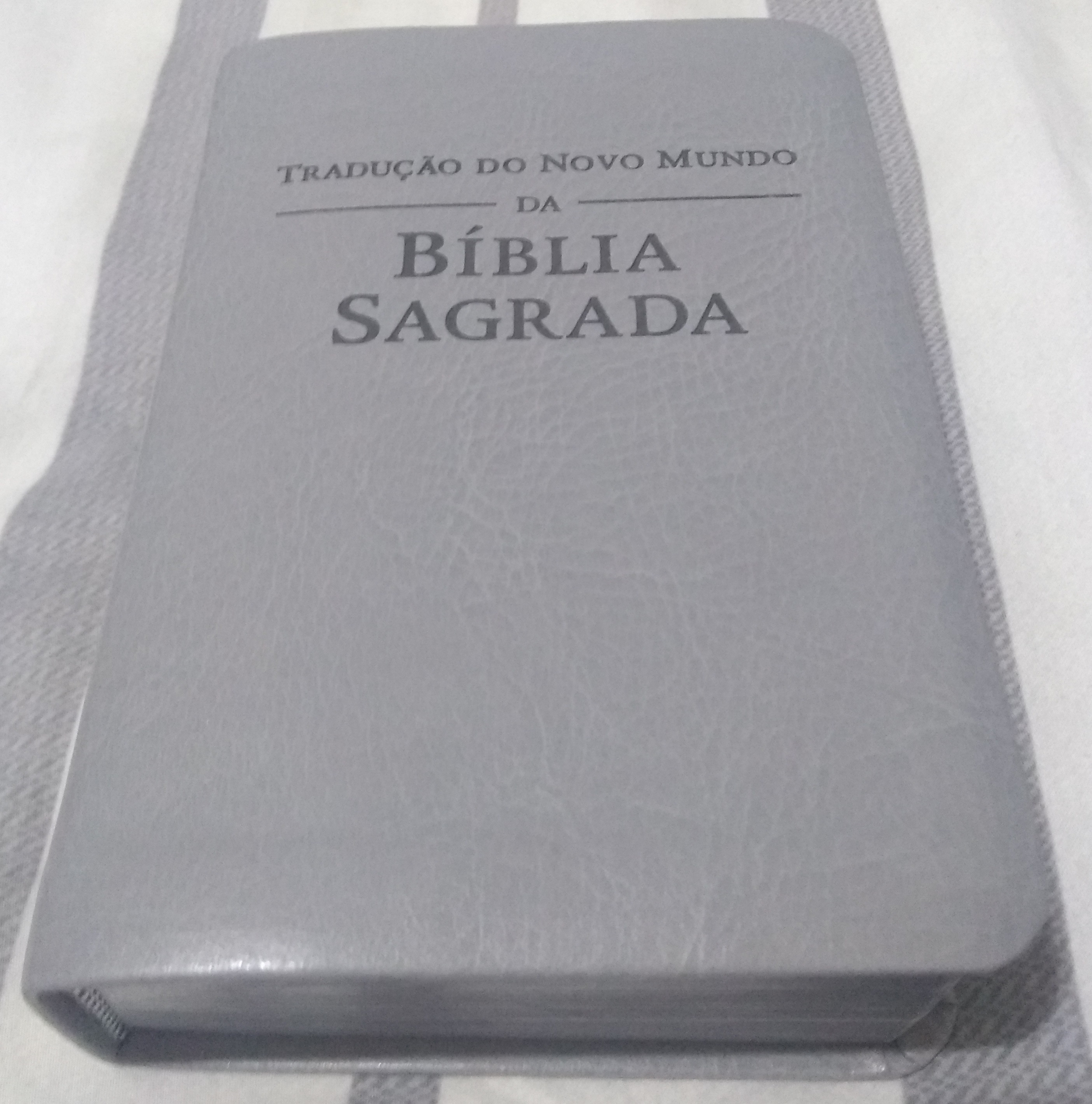
Pismo Święte w Przekładzie Nowego Świata w języku portugalskim (wyd. zrewidowane)

Świadkowie Jehowy w Mozambiku – społeczność wyznaniowa w Mozambiku, należąca do ogólnoświatowej wspólnoty Świadków Jehowy, licząca w 2023 roku 87 668 głosicieli, należących do 1651 zborów. Na dorocznej uroczystości Wieczerzy Pańskiej w 2023 roku zgromadziły się 352 094 osoby. Działalność miejscowych głosicieli koordynuje Biuro Oddziału w Maputo.

## Historia

### Początki
Początki działalności Świadków Jehowy w Mozambiku sięgają roku 1925, kiedy Albino Mhelembe, Mozambijczyk pracujący w kopalniach Johannesburga w Południowej Afryce, został ochrzczony i powrócił do miejscowości Vila Luísa (obecnie Marracuene) w południowej części Mozambiku, by prowadzić działalność kaznodziejską. W wyniku jego działalności powstały nowe grupy w Lourenço Marques (obecnie Maputo). W tym samym czasie John i Esther Hudsonowie z Afryki Południowej studiowali Biblię z Greshamem Kwazizirahem w Niasie. W roku 1927 Gresham Kwazizirah oraz Biliyatim Kapacika przenieśli się z Niasy, prowadząc działalność na północy i w centrum Mozambiku. Spotkali oni zbór, należący do tzw. ruchów Strażnicy. Poświęcając czas na rozmowy z jego pastorem, wkrótce pozyskali pastora i cały zbór.
W roku 1929 z Południowej Afryki przybyli Henry i Edith Myrdalowie, pierwsi głosiciele pochodzenia europejskiego, którzy rozpoczęli działalność wśród ludności portugalskiej. Po czterech latach przybyło małżeństwo de Jagers. W 1935 roku przyjechało kolejnych dwóch pionierów: Fred Ludick i David Norman, którzy jednak po pięciu dniach zostali wydaleni z kraju, ze względu na prowadzoną przez nich działalność ewangelizacyjną.
W 1939 roku Świadkiem Jehowy w Inhamindze został Janeiro Jone Dede. Wkrótce powrócił do rodzinnej miejscowości Mutarara i rozpoczął służbę w charakterze pioniera specjalnego. Służbę pionierską podjęli też jego bracia Antonio i João. W roku 1946 Janeiro został aresztowany przez portugalską tajną policję PIDE i wysłany do Tete, a po czterech latach został osadzony w więzieniu w Beirze. Po procesie razem ze swoimi braćmi został zesłany na siedem lat na Wyspy Świętego Tomasza i Książęcą. Aby do powrotu braci z zesłania opiekować się zborem w Mutarara, z Południowej Afryki powrócił Portugal Dede. W marcu 1957 roku mimo gróźb tajnej policji Janeiro Jone Dede po powrocie z zesłania ponownie podjął działalność kaznodziejską jako pionier specjalny. Później przez 10 lat usługiwał zborom w charakterze nadzorcy obwodu.
W roku 1957 grupę głosicieli z Lourenço Marques wywieziono na Wyspę Świętego Tomasza, gdzie rozpoczęli działalność kaznodziejską. Sional Tomo zwolniony po dwóch latach z zesłania wkrótce został ponownie zesłany, tym razem do Meconta, gdzie w wyniku jego działalności powstał zbór. Do Lourenço Marques z Południowej Afryki powrócił Francisco Zunguza, który objął opiekę nad małą grupką zainteresowanych. Po ślubie został nadzorcą podróżującym i wraz z żoną Pauliną odwiedzał grupy współwyznawców.

### Próba legalizacji
Biuro Oddziału w Południowej Afryce, zaniepokojone prześladowaniami i deportacjami stosowanymi przez władze kolonialne, w 1954 roku wysłało do kraju Miltona Bartletta, absolwenta Szkoły Gilead, który odbył rozmowy z konsulem amerykańskim oraz wysokim urzędnikiem portugalskim. W wyniku tych rozmów złożono wniosek do gubernatora generalnego o zalegalizowanie działalności. W następnym roku John Cook, również absolwent Szkoły Gilead, odwiedził konsula brytyjskiego w Mozambiku. Z wszystkich tych rozmów wynikało, że ze względu na konkordat Kościół katolicki cieszy się uprzywilejowaną pozycją, a Świadkowie Jehowy w opinii tajnej policji są uważani za najbardziej niebezpieczną grupę religijną, oraz że legalizacja Świadków Jehowy wydaje się niemożliwa.
W 1956 roku Biuro Oddziału w Niasie, sprawujące nadzór nad działalnością w Mozambiku, zaczęło wysyłać pionierów specjalnych w północne rejony kraju. Wkrótce zwłaszcza w pasie przygranicznym pojawiali się zainteresowani. Gdy w działalności kaznodziejskiej uczestniczyło 25 osób, poproszono Biuro Oddziału w Południowej Afryce o przysłanie przedstawiciela, który by ochrzcił grupę zainteresowanych. Do tego zadania wyznaczono Francisco Zunguzę i 24 sierpnia 1958 roku odbył się pierwszy w Mozambiku chrzest, który przyjęło 13 osób. Raz na pół roku grupkę Europejczyków z Lourenço Marques odwiedzali Halliday i Joyce Bentleyowie, małżeństwo misjonarzy, wysyłani przez Biuro Oddziału w Niasie.
Mozambik odwiedził Milton Henschel z Biura Głównego. W roku 1963, obok od lat działającego zboru mozambickich głosicieli, utworzono w stolicy zbór złożony z głosicieli pochodzenia europejskiego. W 1959 roku w stolicy rozpoczęto urządzenie wykładów publicznych koło targowisk, korzystając z urządzeń nagłaśniających, co gromadziło dużo osób. Metodą tą posługiwano się przez kilka lat, dzięki czemu zbór mozambickich głosicieli został podzielony na cztery.
W roku 1967 w Malawi odbyły się zgromadzenia okręgowe pod hasłem „Dzieło czynienia uczniów”. Ponieważ trzy z nich zorganizowano w pobliżu granicy, uczestniczyli w nich współwyznawcy z Mozambiku. W październiku tego roku działalność w Malawi została zdelegalizowana, co doprowadziło do wybuchu drugiej fali prześladowań Świadków Jehowy w Malawi. Liczna ich grupa w desperacji uciekła do Mozambiku. W przeciwieństwie do postępowania wobec mozambickich Świadków Jehowy, portugalskie władze kolonialne przyjęły uchodźców życzliwie. Utworzono dwa duże obozy uchodźców w pobliżu Mocuby, do których władze dostarczały żywność. W jednym z tych obozów przebywało 2234 Świadków Jehowy z Malawi, dla których współwyznawcy z Mozambiku organizowali pomoc humanitarną. Obecność licznej grupy głosicieli przyczyniła się do intensywnej działalności ewangelizacyjnej na północy Mozambiku. W mieście Beira Świadkowie Jehowy cieszyli się większą swobodą niż w stolicy, jedyne trudności spotykały ich podczas działalności kaznodziejskiej.

### Pierwszy zakaz działalności (1968–1974)
W 1968 roku w Lourenço Marques tajna policja PIDE nakazała starszym zboru podpisać oświadczenie o przyjęciu do wiadomości, że Świadkom Jehowy zabroniono działalności ewangelizacyjnej, a zebrania mogą urządzać jedynie w gronie rodzinnym, ponieważ prowadzą działalność nielegalnie. Blisko rok później PIDE zatrzymała 16 osób pełniących odpowiedzialne zadania w zborach, a wkrótce nastąpiły kolejne aresztowania. Zostali oni bez wyroku osadzeni w zakładzie karnym w dzielnicy Machava. O aresztowanych i o ich rodziny zatroszczyło się południowoafrykańskie Biuro Oddziału. Również Amnesty International czyniła starania, by uwolnić Świadków Jehowy. Literaturę do więzienia dostarczali krewni w paczkach żywnościowych. W małych grupkach organizowano zebrania zborowe.
W 1974 roku doszło do zmian politycznych. Rewolucja goździków z 25 kwietnia zakończyła dyktaturę w Portugalii oraz spowodowała radykalne zmiany w jej zamorskich koloniach. Efektem była amnestia i zwolnienie z więzień wszystkich więźniów politycznych. Więzienia opuścili również Świadkowie Jehowy. W okresie zakazu w zborach nastąpił znaczący wzrost liczby głosicieli.
Zorganizowano zgromadzenie obwodowe, na które przybył koordynator południowoafrykańskiego Biura Oddziału Frans Muller. Obecny był również Elias Mahenye, długoletni nadzorca obwodu na południu kraju. W zgromadzeniu uczestniczyło około 2000 osób, a wśród nich kilkadziesiąt uwięzionych w czasie zakazu. Połowę obecnych na tym zgromadzeniu stanowiły osoby, które zostały Świadkami Jehowy właśnie w czasie zakazu działalności. W roku 1974 ochrzczono 1209 osób, a rok później 2303.

### Drugi zakaz działalności (1975–1991)
W tym czasie w kraju zapanowała gorączka rewolucyjna wywołana przez ruch FRELIMO. Od każdego oczekiwano poparcia zachodzących w kraju zmian politycznych. Nowym władzom przeszkadzała neutralna postawa Świadków Jehowy. Przed zaplanowanym na 25 czerwca 1975 roku proklamowaniem niepodległości, nowo wybrany prezydent w przemówieniu radiowym określił Świadków Jehowy mianem agentów PIDE, pozostawionych w kraju przez portugalskich kolonistów. Wezwał też ludność kraju do skończenia ze Świadkami Jehowy raz na zawsze. Doprowadziło to do wybuchu nacjonalizmu i powstawania grup operacyjnych, których jedynym celem było aresztowanie wszystkich Świadków Jehowy.
Wkrótce w więzieniach znalazły się tysiące Świadków Jehowy. Rządowa propaganda dalej wzbudzała wrogość wobec tej grupy religijnej. Wielu pozostających na wolności wolało oddać się w ręce władz, spodziewając się większego bezpieczeństwa w więzieniu wśród współwyznawców i krewnych niż na wolności. Od października 1975 roku do Biur Oddziałów w Rodezji (dzisiejsze Zimbabwe) i w Południowej Afryce zaczęły docierać informacje od nadzorców obwodów i różnych głosicieli, ukazujące skalę tragicznej sytuacji Świadków Jehowy w Mozambiku.
Władze państwowe prawdopodobnie nie planowały tak brutalnych prześladowań, do jakich w końcu doszło. Wynikały one w dużej mierze z inicjatywy niższych urzędników, którzy za wszelką cenę postanowili zmienić głęboko zakorzenioną neutralność Świadków Jehowy w sprawach politycznych. Wskutek panujących w więzieniach warunków: brudu, zaduchu przepełnionych cel i niedożywienia w ciągu kilku miesięcy w więzieniu w Maputo (dawne Lourenço Marques) zmarło ponad 60 dzieci. Osoby pozostające na wolności z narażeniem swojego bezpieczeństwa robiły wszystko, by wesprzeć przebywających w więzieniach; niektórzy wyprzedali całe swoje mienie, aby dostarczać uwięzionym żywność. Równocześnie do wyjątkowej sytuacji doszło w prowincji Sofala, gdzie Świadków Jehowy zamknięto w luksusowym hotelu w Beirze i aż do wywiezienia dostarczano posiłki.
Nie wszyscy jednak Świadkowie Jehowy zostali uwięzieni. Mimo skrupulatnych poszukiwań prowadzonych przez przeciwników, w każdym ważniejszym mieście kraju pozostali głosiciele lub osoby zainteresowane. Chociaż było to bardzo niebezpieczne, urządzano zebrania zborowe oraz prowadzono działalność kaznodziejską. W Beirze do rodziny Mariendów dołączyła grupka osób zainteresowanych. Na południu kraju działała grupa głosicieli w miejscowości Tete. Biuro Oddziału z Rodezji (dzisiejsze Zimbabwe) skierowało dwóch przedstawicieli, by usługiwali tej odosobnionej grupie głosicieli. W prowincji Nampula w zebraniach uczestniczyło 50 osób, a 5 zainteresowanych z tej grupy zostało ochrzczonych.

### ObózCarico
W okresie od września 1975 do lutego 1976 roku wszystkich uwięzionych Świadków Jehowy, zarówno przetrzymywanych w więzieniach, jak i pod gołym niebem, wywieziono w miejsce trzymane w tajemnicy. Jedna z największych kolumn, która wyruszyła 13 listopada 1975 roku z Maputo, składała się z 14 autobusów więźniów. Inni byli wywożeni zarówno autobusami, jak również ciężarówkami i samolotami. W końcu dotarli do oddalonego o 1800 kilometrów od Maputo obozu Carico, położonego nad rzeką Munduzi, 30 kilometrów od Milange. W miejscu tym od 1972 roku mieszkały na prawach uchodźców tysiące Świadków Jehowy z Malawi, którzy uciekli przed falą prześladowań w ich kraju. Niespodziewanie dla prześladowców zostali tam gościnnie przyjęci przez współwyznawców. W tym okresie Świadkowie Jehowy z całego świata rozpoczęli kampanię pisania listów do władz kraju z prośbami o zaprzestanie brutalnych prześladowań mozambickich współwyznawców.
Do końca lutego 1976 roku w zakładzie karnym w Maputo kolejne grupy więźniów wysyłano do obozu na północy kraju, a na ich miejsce przyjmowano kolejnych więźniów. Jednak władze postanowiły wstrzymać ciągły wywóz Świadków Jehowy. Kilka miesięcy później więzienie odwiedził prezydent Samora Machel. Przebywająca w więzieniu Celeste Muthemba wykorzystała okazję, by z nim porozmawiać i została życzliwie wysłuchana. Tydzień później przyszedł nakaz, by ją uwolnić; dostała również dokument zapewniający jej ochronę przed represjami, a także zapewniono jej powrót na poprzednie miejsce pracy. Polecono również, by wypuścić z tego więzienia wszystkich Świadków Jehowy. Po opuszczeniu więzienia zorganizowali się oni w 24 zbory, a nadzorcą podróżującym został Fidelino Dengo. Biuro Oddziału w Południowej Afryce poczyniło starania, by grupa ta mogła korzystać ze zgromadzeń w sąsiednim Suazi.
W obozie Carico malawijscy Świadkowie Jehowy utworzyli osiem wiosek. Pobudowali domy, Sale Królestwa i nawet Sale Zgromadzeń. W początkowym okresie pobytu w obozie mozambiccy Świadkowie Jehowy, podobnie jak malawijscy, cieszyli się dużą dozą wolności religijnej. Jednak 28 stycznia 1976 roku lokalne władze ogłosiły zakaz modlitw, zbierania się w Salach Królestwa i wszelkich innych form praktyk religijnych. Świadkom Jehowy skonfiskowano literaturę biblijną. Sale Królestwa postanowiono upaństwowić i przeznaczyć na cele wyznaczone przez władze. Na frontowej ścianie Sal Królestwo wywieszono flagi państwowe, a przed nimi rozstawiono posterunki wojskowe, by zarządzenie władz było respektowane.
Naprzeciw ośmiu wiosek malawijskich powstało dziewięć mozambickich. Obie grupy mieszkały razem przez 12 lat. Teren każdej wioski był podzielony na kwartały oddzielone od siebie dobrze utrzymanymi ulicami. Zbory w obozie organizowano według kwartałów. Ponieważ nie można było wznosić Sal Królestwa, budowano specjalne domy w kształcie litery L, którym nadawano charakter mieszkalny i przydzielano osobom samotnym. Zebrania urządzano właśnie w tych budynkach. Wioski różniły się wielkością i co za tym idzie liczbą mieszkańców. Według spisu z roku 1979 w najmniejszej mozambickiej Wiosce Numer 7 mieszkało 122 głosicieli należących do dwóch zborów, a w największej Wiosce Numer 9 mieszkało 1228 głosicieli należących do 34 zborów. Cały obóz stanowiło 11 obwodów. Według ostatnich danych z roku 1981 strefę Carico zamieszkiwało 22 529 osób, w tym ponad 9000 głosicieli. W okresie późniejszym obóz dalej się rozrastał. Według słów prezydenta Samory Machela obóz liczył 40 tysięcy mieszkańców.
Pod nadzorem Biura Oddziału w Zimbabwe, jeszcze przed przybyciem mozambickich głosicieli, na terenie obozu utworzono Komitet ON (Ofisi ya Ntchito, czyli w języku czewa „biuro służby”), który troszczył się o potrzeby współwyznawców. Wkrótce w jego skład weszli dwaj Mozambijczycy Fernando Muthemba i Filipe Matola. Komitet zajmował się korespondencją z Biurem Oddziału, organizował zgromadzenia na terenie obozu oraz nadzorował pracę 11 obwodów. W listopadzie 1976 roku w obozie została ochrzczona pierwsza duża grupa osób zainteresowanych zesłanych razem ze Świadkami Jehowy do obozu Carico. Po literaturę biblijną Komitet ON wysyłał kurierów na rowerach do sąsiedniego Zimbabwe. Przewozili oni też korespondencję do i z Biura Oddziału. Sami członkowie Komitetu udawali się do Zambii lub Zimbabwe z okazji corocznej wizyty nadzorcy strefy.

### „Era Chinga”
W obozie Carico Świadkowie Jehowy na swoje utrzymanie uprawiali okoliczne pola. Jednak zostali zesłani w celu resocjalizacji, a cały ten ośrodek władze nazwały „Ośrodkiem Resocjalizacji w Carico”. W malawijskiej Wiosce Numer 4 urządzono ośrodek administracyjny obejmujący biura oraz mieszkania urzędników państwowych. Komendant obozu miał podległych sobie żołnierzy oraz więzienie, do którego wtrącał Świadków Jehowy według własnego uznania. Najbardziej wsławionym komendantem był Ching, a dwuletni okres jego rządów nazwano erą Chinga. Postawił on sobie za cel w każdy możliwy sposób złamać postawę Świadków Jehowy, chwytając się przy tym przemocy oraz metod psychologicznych.
Zorganizował on „pięciodniowe seminarium”, w którym Świadkowie Jehowy odmówili udziału. Jednak z pomocą informatorów wybrał 21 mężczyzn i 5 kobiet, w tym nadzorców obwodu i inne osoby sprawujące odpowiedzialne funkcje w zborach. Mężczyzn umieszczono w „obozie reedukacyjnym” dla kryminalistów, a kobiety w obozie dla prostytutek. Mężczyzn poddano brutalnym torturom, których celem było zmuszenie torturowanych do wznoszenia haseł politycznych. Na skutek tych tortur jeden z mężczyzn zmarł. Kobiety poddawano „ćwiczeniom gimnastycznym”, podczas których się nad nimi znęcano. Jeden z osadzonych zdołał wysłać list do ministra spraw wewnętrznych w Maputo, w którym przedstawił stosowane przez komendanta Chinga metody. List ten odniósł skutek. Wkrótce do obozu helikopterem dotarł gubernator Niassy i natychmiast odwołał komendanta wraz z jego zastępcami z zajmowanych stanowisk. Osadzonych przeniesiono do innych obozów, gdzie przeznaczono ich do ciężkich robót, a po dwóch latach powrócili do Carico.

### Bandyckie napady oddziałów RENAMO
Na początku 1983 roku w okolicach Carico pojawił się zbrojny ruch oporu RENAMO. Komendant obozu schronił się w znajdującej się 30 kilometrów dalej Milange, stolicy dystryktu. 7 października 1984 roku zbrojna grupa zaatakowała Wioskę Numer 9, następnie udała się do Malawijskiej Wioski Numer 7, Mozambickiej Wioski Numer 4 oraz Mozambickiej Wioski Numer 5. Partyzanci zabijali, plądrowali i podpalali domy, po czym utworzyli swoją bazę wypadową w sąsiedztwie Wioski Numer 1. W ciągu następnych dni napady zaczęły się powtarzać. Młodych mężczyzn zabierano jako jeńców w celu nakłonienia ich do wstąpienia w szeregi ich organizacji militarnej. W okresie tym zamordowano około 30 Świadków Jehowy.
14 października w Wiosce Numer 7 doszło do masakry 10 Świadków Jehowy. Ocalałym nakazano podpalić resztę domów. Następnie oprawcy zakazali grzebania pomordowanych, grożąc zabójstwem 10 kolejnych osób za każde pochowane ciało. W tej sytuacji Świadkowie Jehowy zaczęli szukać schronienia w lesie oraz w górach. Żyjące dotąd w zwartym obozie grupy zaczęły się rozpraszać. Biuro Oddziału w Zimbabwe przeznaczyło dostępne środki na zakup żywności, odzieży i leków. Ciało Kierownicze zaleciło rozważenie powrotu w rodzinne strony. Komitet ON postanowił, by głosiciele opuścili niebezpieczną okolicę, co jednak nie było łatwe, gdyż drogi były patrolowane przez oddziały RENAMO, a uchodźcy nie posiadali żadnych dokumentów zezwalających na przekroczenie granicy. Sytuację malawijskich Świadków Jehowy komplikował fakt, że w swoim kraju dalej byli prześladowani i ścigani. Grupa malawijskich głosicieli została zatrzymana na granicy i zawrócona z powrotem do obozu.
13 września 1985 roku Komitet ON podjął ostatnią decyzję. Postanowiono, by wszyscy pozostali jeszcze w obozach uciekali do Malawi. Zaplanowano czas opuszczenia obozu, wyznaczając każdemu zborowi 15 minut na wyruszenie pod osłoną nocy. Tym razem zostali wpuszczeni do kraju. Jednakże nie wszystkie zbory na czas dowiedziały się o decyzji Komitetu; jeden ze zborów nie znał decyzji Komitetu, ale i tak podjęto decyzję o ucieczce, inni postanowili pozostać w obozie. Grupa pozostałych ruszyła do bazy partyzantów w Morrumbala, skąd po trzech miesiącach pozwolono im powrócić. Stanowili oni dość liczną grupę 40 zborów, które na 7 lat zostały całkowicie odcięte od reszty Świadków Jehowy.

### Powrót do Mozambiku
W Malawi Świadkowie Jehowy zapełnili obozy dla uchodźców, a rząd przyznał im status uchodźców wojennych. Międzynarodowy Czerwony Krzyż przysyłał do obozu artykuły pierwszej potrzeby. Część głosicieli udała się do obozów dla uchodźców w Zambii. Filipe Matola i Fernando Muthemba odszukiwali mozambickich głosicieli, by potrzebującym udzielić pomocy finansowej. Z czasem uchodźcom umożliwiano stopniowe przesiedlania do Moatize w prowincji Tete w Mozambiku, gdzie władze w większości zmieniły swój stosunek do Świadków Jehowy. Powrót był utrudniony przez panującą wojnę, skutkiem czego był brak możliwości podróżowania.
W stolicy powołano komitet, który rozpoczął rozmowy z instytucjami rządowymi i pozarządowymi, by zorganizować powrót z Zambii i prowincji Tete. Urząd Wysokiego Komisarza ONZ do Spraw Uchodźców poinformował Świadków Jehowy, że zaplanowano ponad 50 lotów, by ich sprowadzić z powrotem. 16 maja 1987 roku wylądowały dwa Boeingi, którymi rozpoczęto ewakuację wszystkich Świadków Jehowy mostem powietrznym do Maputo. Wracali do domów po 12 latach spędzonych w obozach. Współwyznawcy z RPA i Zimbabwe słali powracającym tony żywności i ubrań. W Tete, Beirze i Maputo utworzono komitety troszczące się o potrzeby współwyznawców. Utworzono tam składy literatury biblijnej, służące zarazem jako punkty rozdziału darów.

### Legalizacja
Sytuacja Świadków Jehowy w Mozambiku zaczęła się powoli zmieniać. Zaczęto organizować zgromadzenia obwodowe i okręgowe. W 1989 roku w pobliżu Maputo urządzono zgromadzenie okręgowe pod hasłem „Prawdziwa pobożność”. 11 lutego 1991 roku rząd mozambicki zalegalizował Associação das Testemunhas de Jeová de Moçambique (Stowarzyszenie Świadków Jehowy w Mozambiku), którego pierwszym prezesem został Fernando Muthemba. W kraju działało niewiele ponad 6000 Świadków Jehowy. Wkrótce do Mozambiku przybyli pierwsi misjonarze Szkoły Gilead, których zakwaterowano w domach misjonarskich w Maputo, Beirze i w Tete. W sześciu mozambickich domach misjonarskich mieszkało około 50 misjonarzy, m.in. z portugalskojęzycznej Brazylii i z Portugalii. W 1992 roku w kraju wprowadzono Kurs Służby Pionierskiej.
Pod koniec 1992 roku ponad 50 zborów Świadków Jehowy, które przez siedem lat działały w całkowitej izolacji w strefie Carico, odzyskało wolność. W zorganizowanym dla nich w 1993 roku zgromadzeniu w Milange uczestniczyły 2023 osoby, a 505 zostało ochrzczonych.
1 września 1992 roku w Maputo otwarto mozambickie Biuro Oddziału. Od roku 1925 nadzór nad działalnością sprawowały Biura Oddziału w Południowej Afryce, Malawi i Zimbabwe. Początkowo rodzina Betel składała się z 7 osób, a w roku 1995 z 26. W skład Komitetu Oddziału weszli: Emile Kritzinger, Francisco Coana i Steffen Gebhardt. W kraju utworzono jeden okręg, którego nadzorca podróżujący, Duńczyk Hans Jespersen wraz z żoną Anitą pomagał organizować działalność. W Mozambiku działało ponad 10 230 głosicieli. 19 lutego 1994 roku oddano do użytku dwie pierwsze murowane Sale Królestwa w Beirze. Jednakże w roku 1995 większość spośród 438 zborów zgromadzała się w namiastkach własnych Sal, urządzonych w barakach czy mieszkaniach prywatnych.
19 grudnia 1998 roku oddano do użytku nowe obiekty Biura Oddziału w Maputo, a w mieście Matola oddano do użytku pierwszą w Mozambiku Salę Zgromadzeń. Pod koniec lat 90. XX wieku Świadkowie Jehowy rozpoczęli zakrojoną na szeroką skalę akcję zwalczania analfabetyzmu. Prezydent Joaquim Chissano wyraził poparcie dla tego programu szkoleniowego. W latach 1998–2012 miejscowi głosiciele pomogli nauczyć się czytać i pisać ponad 19 tysiącom osób.
W roku 1999 przekroczono liczbę 30 tysięcy głosicieli, a pięć lat później 40 tysięcy głosicieli. W 2011 roku dotarła kolejna grupa misjonarzy Szkoły Gilead. W tym samym roku działalność kaznodziejską prowadziło 51 214 głosicieli, a w uroczystości Pamiątki uczestniczyło 268 416 osób.
W 2015 roku działalność kaznodziejską prowadziło 57 144 głosicieli.
15 sierpnia 2017 roku oddano do użytku rozbudowane Biuro Oddziału, które nadzoruje też tłumaczenie publikacji biblijnych na około 20 języków. Od roku 2017 wszystkie Sale Królestwa zostały zaopatrzone w urządzenia do odbioru kanału telewizji satelitarnej JW.
W 2019 roku przekroczono liczbę 67 tysięcy głosicieli. 7 kwietnia 2020 roku w związku z pandemią COVID-19 program uroczystości Pamiątki śmierci Jezusa Chrystusa nadały stacje radiowe i telewizyjne. W lipcu 2020 roku zebrania zborowe były transmitowane w 24 językach przez 87 stacji radiowych i jedną telewizyjną, z czego regularnie korzystało ponad 51 tysięcy głosicieli. W północno-zachodnim Mozambiku, ze względu na brak możliwości przeprowadzenia telekonferecji, program zebrań poszczególnym głosicielom był przekazywany telefonicznie. W 2020 roku w związku z pandemią COVID-19 program kongresu regionalnego pod hasłem „Zawsze się radujcie!” transmitował jeden kanał telewizyjny i 85 stacji radiowych. Od września do listopada 2022 roku przybyło ponad 47 000 nowych bezpłatnych kursów biblijnych.
W 2021 roku osiągnięto liczbę 89 946 głosicieli.

#### Kongres specjalny
W dniach 21–23 września 2018 roku w Maputo odbył się kongres specjalny pod hasłem „Bądź odważny!” z udziałem członków Ciała Kierowniczego Kennetha Cooka i Marka Sandersona oraz 2727 zagranicznych delegatów m.in. z Angoli (95 delegatów), Brazylii (362), Francji (386), Kenii (94), Korei Południowej (134), Malawi (46), Portugalii (195), Tanzanii, Stanów Zjednoczonych (1088), Zambii (65) i Zimbabwe (101). Program kongresu był transmitowany do 18 innych miejsc w Mozambiku, z czego skorzystały 110 534 osoby. Łącznie ochrzczono 1685 osób, w tym 981 na kongresie specjalnym w Maputo.
W sierpniu 2017 roku delegacja Świadków Jehowy z Mozambiku uczestniczyła w kongresie specjalnym pod hasłem „Nie poddawaj się!” w Antananarywie na Madagaskarze.

#### Pomoc humanitarna
W 2000 roku zorganizowano pomoc humanitarną dla poszkodowanych przez powodzie, a w 2003 przez susze.
W latach 2011–2012 zorganizowano pomoc humanitarną dla poszkodowanych przez suszę. Trwające od grudnia 2014 do połowy stycznia 2015 roku wielotygodniowe ulewy w prowincji Zambézia doprowadziły do powodzi, która uszkodziła dwie Sale Królestwa oraz zniszczyła 225 domów należących do Świadków Jehowy. By przeciwdziałać skutkom tej klęski żywiołowej oraz zatroszczyć się o potrzeby współwyznawców, w rejonie dotkniętym klęską powołano kilka Komitetów Pomocy Doraźnej. Niektóre Sale Królestwa tymczasowo wykorzystano jako miejsca schronienia dla potrzebujących oraz centra dystrybucji żywności.
W 2019 roku zorganizowano akcję niesienia pomocy dla poszkodowanych przez cyklon Idai, na przełomie roku 2020 i 2021 przez sztorm tropikalny Chalane, w styczniu 2021 roku przez cyklon Eloise, a w styczniu 2022 roku przez burzę tropikalną Ana. W wyniku tego kataklizmu ucierpiało przeszło 30 000 Świadków Jehowy w Malawi i Mozambiku. Na pomoc humanitarną wydano przeszło 33 000 dolarów, a na naprawy i odbudowę domów — ponad 300 000 dolarów. W lutym i marcu 2023 roku zorganizowano pomoc humanitarną dla poszkodowanych przez cyklon Freddy. Latem 2024 roku zorganizowano pomoc żywnościową głównie dla głosicieli poszkodowanych przez suszę.

#### Przekład Nowego Świata
W 2018 roku, pierwszego dnia kongresu pod hasłem „Bądź odważny!”, ogłoszono wydanie Chrześcijańskich Pism Greckich w Przekładzie Nowego Świata w językach sena i tswa.
15 i 16 sierpnia 2020 roku David Amorim, członek Komitetu Oddziału, ogłosił wydanie Chrześcijańskich Pism Greckich w Przekładzie Nowego Świata (Nowego Testamentu) w języku changana (Mozambik) oraz w języku makua. W związku z pandemią COVID-19 zorganizowano specjalne zebrania w trybie wideokonferencji, program był również transmitowany przez stację telewizyjną oraz ponad 30 stacji radiowych (wszystkie zebrania i zgromadzenia w całym kraju były organizowane w trybie wideokonferencji, transmisji radiowych i telewizyjnych). W Mozambiku językiem changana posługuje się około 8000 głosicieli, zaś językiem makua ponad 1700. 14 i 15 listopada 2020 roku wydano Ewangelię według Mateusza w językach tonga (Mozambik) i ronga. W Mozambiku językiem tonga posługuje się 524 głosicieli, natomiast językiem ronga – 1911.
27 lutego 2021 roku Amaro Teixeira, członek Komitetu Oddziału, ogłosił wydanie Ewangelii według Mateusza w języku chuabo, a dzień później Chrześcijańskich Pism Greckich w Przekładzie Nowego Świata (Nowego Testamentu) w języku ndau. W Mozambiku językiem chuabo posługuje się około 490 głosicieli, zaś językiem ndau ponad 1500.
27 czerwca 2021 roku Adão Costa, członek Komitetu Oddziału, w nagranym wcześniej przemówieniu, ogłosił wydanie Chrześcijańskich Pism Greckich w Przekładzie Nowego Świata (Nowego Testamentu) w języku nyungwe. W Mozambiku językiem tym posługuje się ponad 2600 głosicieli.
19 czerwca 2022 roku Patrick Hecker, członek Komitetu Oddziału w Mozambiku, ogłosił wydanie Chrześcijańskich Pism Greckich w Przekładzie Nowego Świata w języku lomwe. W Mozambiku językiem tym posługuje się 2453 głosicieli należących do 69 zborów.
26 czerwca 2022 roku Marcelo Santos z miejscowego Komitetu Oddziału ogłosił wydanie Biblii — Ewangelii według Mateusza w językach manyawe i tewe. Język manyawe ma około 219 000 użytkowników — w tym 436 głosicieli, a język tewe ma około 365 000 użytkowników — w tym 553 głosicieli. Programy te udostępniono za pomocą platformy JW Stream. Nadawano je także za pośrednictwem telewizji i radia.
2 października 2022 roku David Amorim z mozambickiego Komitetu Oddziału ogłosił wydanie Pisma Świętego w Przekładzie Nowego Świata w języku sena. Program był nadawany na kanale krajowej telewizji oraz przez 14 stacji radiowych. W 68 zborach posługujących się tym językiem usługuje w sumie 3298 głosicieli.
5 marca 2023 roku Castro Salvado z mozambickiego Komitetu Oddziału ogłosił wydanie Chrześcijańskich Pism Greckich w Przekładzie Nowego Świata w języku ronga. Ze specjalnego programu odbywającego się na Stadionie Narodowym Zimpeto w Maputo skorzystało 3150 osób. W 33 zborach i 5 grupach posługujących się tym językiem usługuje w sumie 2008 głosicieli.
30 kwietnia 2023 roku Wayne Wridgway z mozambickiego Komitetu Oddziału ogłosił wydanie Chrześcijańskich Pism Greckich w Przekładzie Nowego Świata w języku tonga (Mozambik). Ze specjalnego programu odbywającego się w mieście Maxixe  skorzystało 920 osób. W 13 zborach  posługujących się tym językiem usługuje w sumie 523 głosicieli.
18 czerwca 2023 roku w Maputo Charles Fonseca, członek Komitetu Oddziału w Mozambiku, ogłosił wydanie całego Pisma Świętego w Przekładzie Nowego Świata w języku changana (Mozambik). Z programu skorzystało 16 245 osób. W 146 zborach posługujących się tym językiem działa 9125 głosicieli.
9 lipca 2023 roku w Maputo, Castro Salvado, członek mozambickiego Komitetu Oddziału, ogłosił wydanie Ewangelii według Mateusza w mozambickim języku migowym. Ze specjalnego programu skorzystało 857 osób. W 5 zborach, 12 grupach i 10 grupach pilotażowych tego języka działa 344 głosicieli.
13 sierpnia 2023 roku podczas kongresu regionalnego pod hasłem „Okazujcie cierpliwość!” Charles Fonseca, członek mozambickiego Komitetu Oddziału, ogłosił wydanie Ewangelii według Mateusza w języku phimbi. Jest to pierwsza księga biblijna wydana w tym języku. W 20 zborach i 2 grupach tego języka działa 897 głosicieli. 22 września 2023 roku podczas tego samego kongresu w Sapemo Charles Fonseca z mozambickiego Komitetu Oddziału ogłosił wydanie Biblii — Ewangelii według Mateusza w języku lolo. Językiem tym posługuje się około 750 głosicieli działających w 17 zborach i 3 grupach.
29 października 2023 roku podczas specjalnego programu w Quissico Marcelo Santos z mozambickiego Komitetu Oddziału ogłosił wydanie Biblii — Ewangelii według Mateusza w języku chopi. Językiem tym posługuje się ponad 330 głosicieli działających w 7 zborach i 5 grupach.
28 lipca 2024 roku w Maputo, odbyło się specjalne zgromadzenie na stadionie Estádio Nacional do Zimpeto. Z programu na żywo skorzystało 26 025 osób. Oprócz tego 64 570 zgromadzonych w 16 innych miejscach obejrzało program za pośrednictwem wideokonferencji. Gage Fleegle z Ciała Kierowniczego, ogłosił wydanie następujących publikacji: Biblia — Ewangelia według Mateusza w językach makua-meetto, makua-shirima i nsenga (Mozambik); Chrześcijańskie Pisma Greckie w Przekładzie Nowego Świata w językach chuabo, phimbi i tewe; Pismo Święte w Przekładzie Nowego Świata w języku tswa.

### Współcześnie
W Mozambiku funkcjonuje 19 Biur Tłumaczeń publikacji biblijnych. W 2017 roku funkcjonowały 704 Sale Królestwa.
Zebrania zborowe i kongresy odbywają się m.in. w języku angielskim, barwe, changana, chińskim, chopi, chuabo, czewa, lolo, lomwe, makua, mozambijskim migowym, ndau, nsenga, nyungwe, portugalskim, ronga, sena, szona, tonga (Mozambik), tsonga, tswa i yao (Malawi).
W dialekcie mozambickim języka portugalskiego jest dostępny oficjalny serwis internetowy – jw.org.